# USALS
Универса́льная Систе́ма Автомати́ческого Нахожде́ния Спу́тников (англ. Universal Satellites Automatic Location System, USALS), также известная (неофициально) как DiSEqC 1.3, Go X или Go to XX, - протокол позиционера спутниковой антенны, который автоматически создает перечень доступных позиций спутников в спутниковой системе с позиционером. Система используется в сочетании с протоколом DiSEqC 1.2. Система USALS разработана компанией STAB, итальянским производителем позиционеров, который до сих пор производит большинство позиционеров, совместимых с USALS. 
Программное обеспечение на спутниковом ресивере (или внешнем позиционере) рассчитывает позиции всех спутников, доступных в  конкретном месте Земли (введенном пользователем), определяемым широтой и долготой относительно Земли. Рассчитанные позиции могут расходиться с фактическими на ±0,1°. Это корректируется автоматически и не требует особенных технических знаний.
В сравнении с DiSEqC 1.2, нет необходимости вручную искать и сохранять каждую известную позицию спутника. Достаточно указать одну известную позицию спутника (например, 19.2ºE). Эта позиция будет служить центральной точкой. Система USALS рассчитает позиции спутников, видимых в данном месте.
Рекомендуется "привязываться" к наиболее южному в данном месте спутнику (для северного полушария) или наиболее северному (для южного полушария).
Поскольку USALS не является открытым стандартом, для того, чтобы на ресивере был логотип USALS, ресивер должен пройти сертификационный тест в лабораториях STAB. В случае успешного прохождения, производитель может включить в своё меню пункт настроек USALS, а также разместить на своем устройстве логотип USALS. Однако многие производители, как ресиверов, так и позиционеров предоставляют совместимые режимы, не прошедшие сертификацию. Это приводит к использованию неофициальных терминов.